# Arringatore
O Arringatore (em português: Orador) é uma célebre estátua em bronze preservada no Museu Arqueológico Nacional de Florença, representando um homem público chamado Aule Metele. É um raríssimo exemplar de escultura etrusca tardia, exibindo já a influência romana. Geralmente sua datação é fixada no início do século I a.C.
A tradição diz que foi encontrada em 1566 em Sanguineto, nas margens do lago Trasimeno, mas fontes documentais encontradas recentemente apontam para outra possibilidade: Pila, perto de Perúgia. Em uma carta de 12 de setembro daquele mesmo ano, Vasari descreveu a obra, mas não citou sua procedência: "O Duque (Cosimo de' Medici) conseguiu uma estátua de bronze inteira, da qual não falta nenhum pedaço, de Cipião Menor (a identificação é errônea), com cerca de três braças de altura e em ato de proferir um discurso". Este ato, que a caracteriza, fez com que em 1789 Luigi Lanzi lhe atribuísse o apelido pelo qual se tornou conhecida: Arringatore, em português, Orador.
Sua identificação é estabelecida por uma inscrição em etrusco que traz na borda de sua toga:
aulesi .metelis .ve. vesial. clensi cen .jleres .tece .sansl. terine tu ines .chisvlics
A tradução é incerta, especialmente a parte final, e parece dizer: "Aule Metele, filho de Vel e de uma Vesiquesto, dedica (esta estátua) ao Pai Tece (um deus) na cidade de Chiusuli".
O personagem veste uma toga curta (toga exigua) tipicamente romana, tendo nos pés os calçados usados pelos políticos e magistrados romanos da era republicana - é de lembrar que no século I a.C. a cultura etrusca já estava em avançado processo de absorção pelos romanos; em 90 a.C. os etruscos adquiriram a cidadania romana através da Lex Iulia de civitate e da Lex Calpurnia de civitate.
Tem 190 cm de altura e foi realizada na técnica da cera perdida. Seu interior é oco e os pés são maciços. O homem está de pé, segura com uma mão sua veste e com a outra eleva um gesto de saudação, como na abertura de um discurso, pedindo a atenção da platéia. O estilo, o tema e a forma geral da escultura remetem a um modelo romano extremamente comum naquele período, enfatizando os traços realistas sem muita idealização, mas a alta qualidade da artesania no bronze por si indicaria um artista de origem etrusca, cultura à qual a arte romana muito deve, suposição confirmada pela inscrição na sua língua.